# Lepanthes gustavo-romeroi
Lepanthes gustavo-romeroi är en orkidéart som beskrevs av Fredy Archila. Lepanthes gustavo-romeroi ingår i släktet Lepanthes och familjen orkidéer.
Artens utbredningsområde är Guatemala. Inga underarter finns listade i Catalogue of Life.